# Кантемировская улица (Санкт-Петербург)

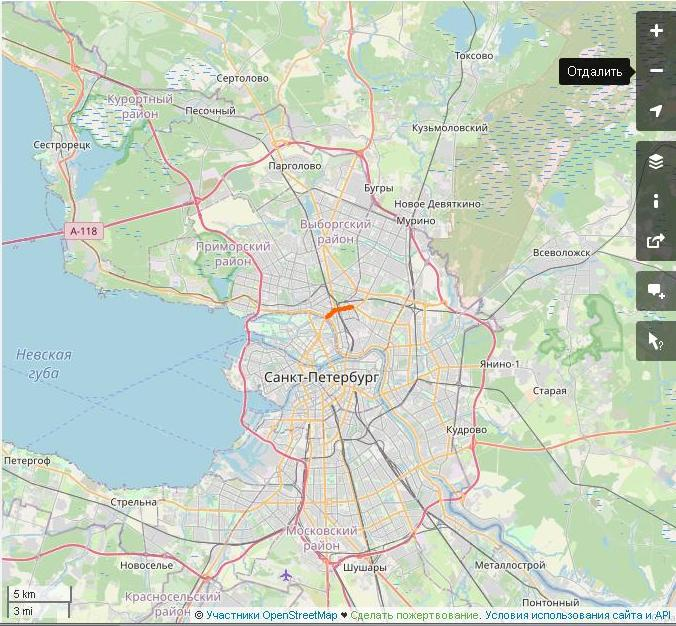
Кантемировская улица на карте Петербурга

Кантеми́ровская улица — улица в муниципальном округе Сампсониевское в Выборгском районе и в Приморском районе Санкт-Петербурга, входит в состав одной из основных магистралей города. Автомобильная дорога регионального значения.

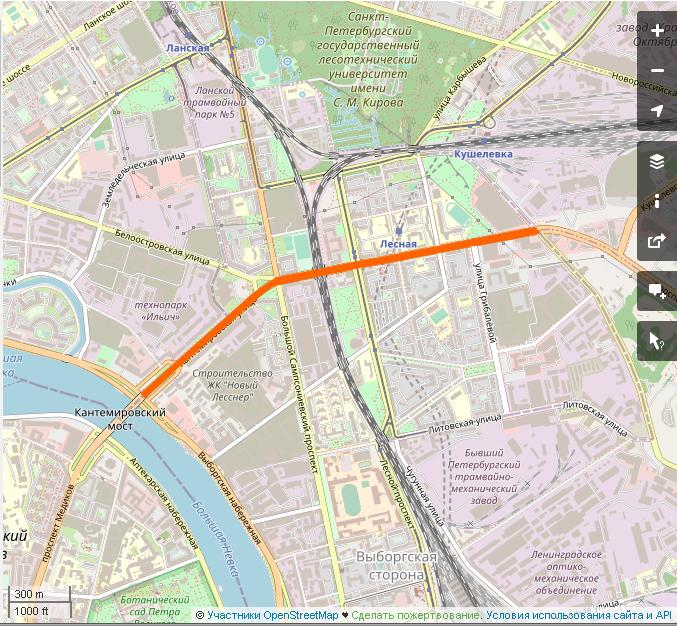
Трасса улицы на снимке с сайта [https://www.openstreetmap.org/relation/6276926#map=13/59.9830/30.3407 OpenStreetMap

Связывает между собой проспект Маршала Блюхера и Кушелевскую дорогу с одной стороны с Выборгской, Ушаковской набережными и Кантемировским мостом с другой, соединяя Выборгский район с Петроградским, Приморским и Калининским.

## История
С XIX века улица называлась Флюговский (или Флюгов) переулок — по фамилии владельца расположенной поблизости канатной фабрики.
Гаврила Иванович Флуг (немецк. Габриэль Генрих Флуг, Флюг или Пфлух, Heinrich Gabriel Pflug) владел фабрикой у Выборгской набережной в 1772—1830 гг.; фабрика стала текстильной Выборгской мануфактурой, а затем Никольской мануфактурой акционерного общества «Воронин, Лютш и Чешер», в советское время комбинатом «Красный маяк». С 1990-х годов производство на ней было свёрнуто, и с середины 2010-х гг. здание у Кантемировского моста занимают подразделения Национального исследовательского университета «Высшая школа экономики». Флуг был одним из предков художника Ильи Глазунова.
Название Флюговский переулок существовало с 1830-х годов и поначалу относилось к участку от Выборгской набережной до Большого Сампсониевского проспекта. Проезд от Большого Сампсониевского проспекта до Парголовской улицы с 1850-х годов и до 5 марта 1871 года носил название поначалу Большой Муринской дороги, или Муринской улицы, затем просто Муринской улицы. 5 марта 1871 года оба эти участка получили название Флюговского переулка. В конце XIX века к улице был присоединен ещё один участок — до нынешней улицы Харченко (в прошлом Антоновского переулка); название было изменено на Флюгов переулок.
Нынешнее название — Кантемировская улица — было присвоено 15 декабря 1952 года в память об освобождении в декабре 1942 года Кантемировки — посёлка в Воронежской области, названого в свою очередь в честь Константина Антиоховича Кантемира, внука господаря Молдавского княжества князя Дмитрия Кантемира. Кантемировским был назван и мост, построенный в створе улицы в 1978—1982 годах. В книге Алексеевой и др. указано, что короткий период (с 1 июня 1981 года по 25 октября 1982 года) улица, согласно постановлению об увековечении его памяти, носила имя связанного своей трудовой биографией с Ленинградом экономиста и государственного деятеля, бывшего Председателя Совета Министров СССР А. Н. Косыгина, который умер в предшествующем 1980 году и чья трудовая биография связана с работой на текстильном производстве Выборгской стороны. Но название не прижилось, и по просьбам трудящихся улице было возвращено название Кантемировская, а в память Косыгина был назван проспект на Пороховых, в другом районе — Красногвардейском.

## Реконструкция улицы под транзитную магистраль

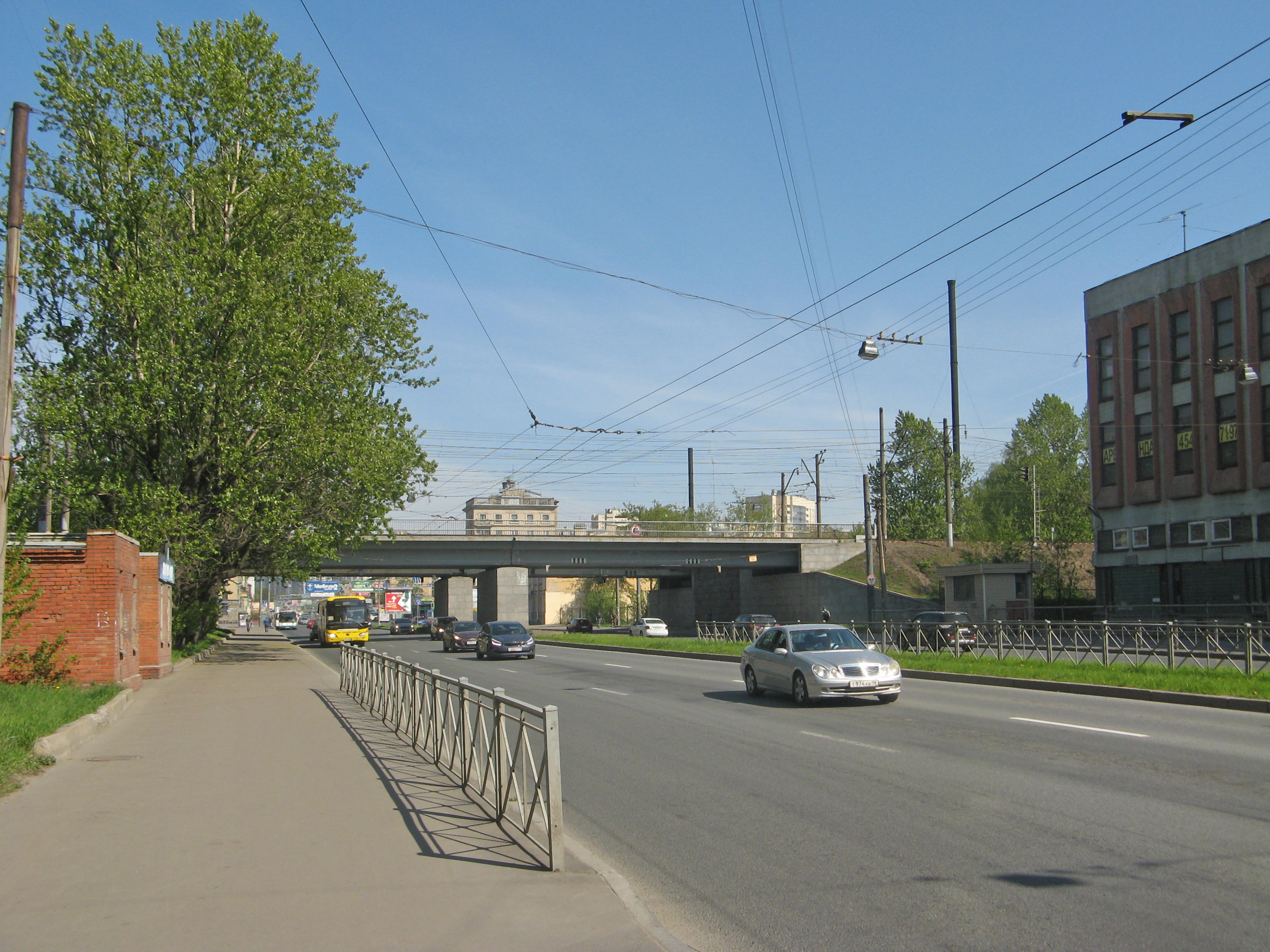
Железнодорожный мост через Кантемировскую улицу

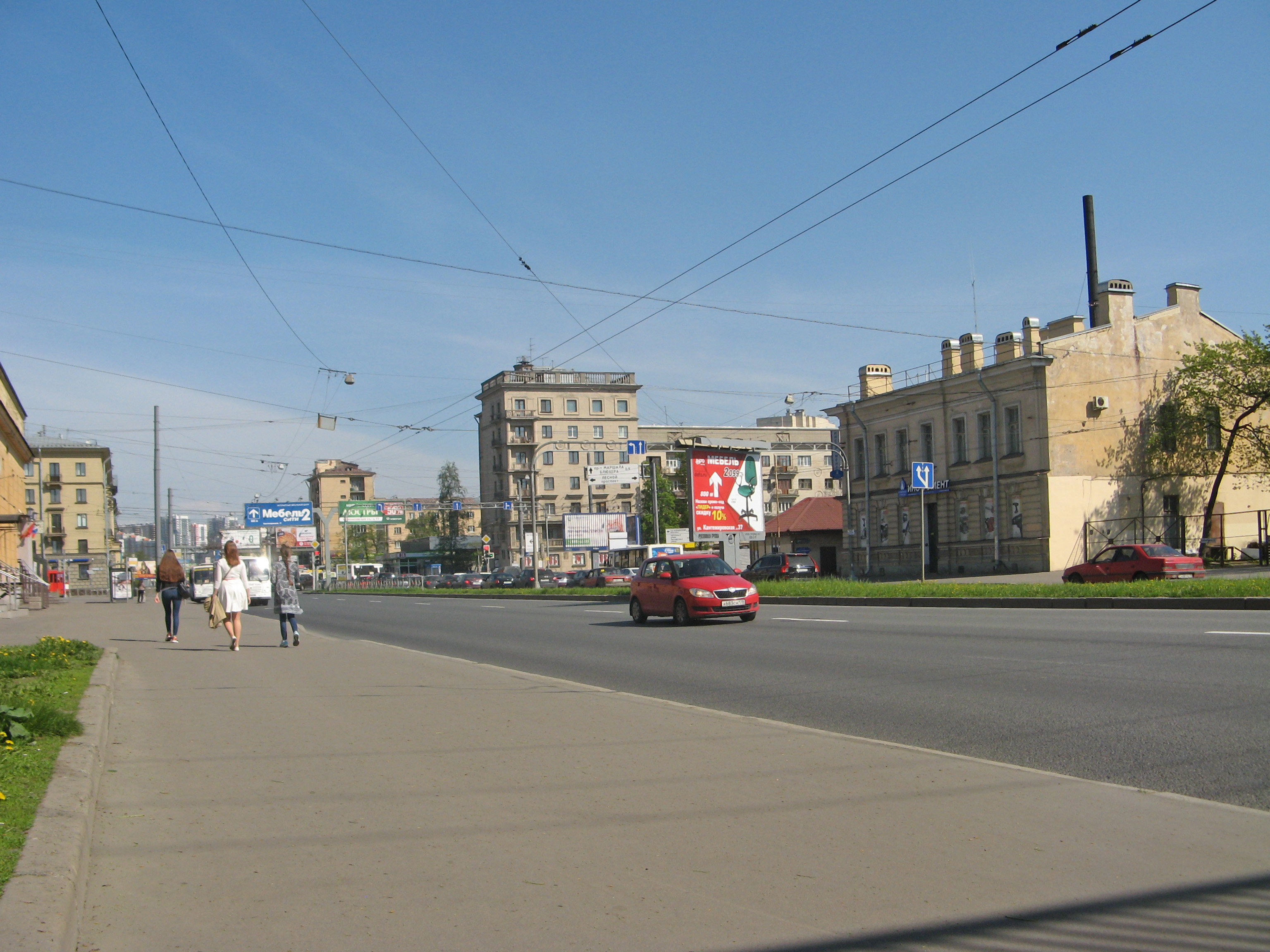
Кантемировская улица у пересечения с Лесным проспектом

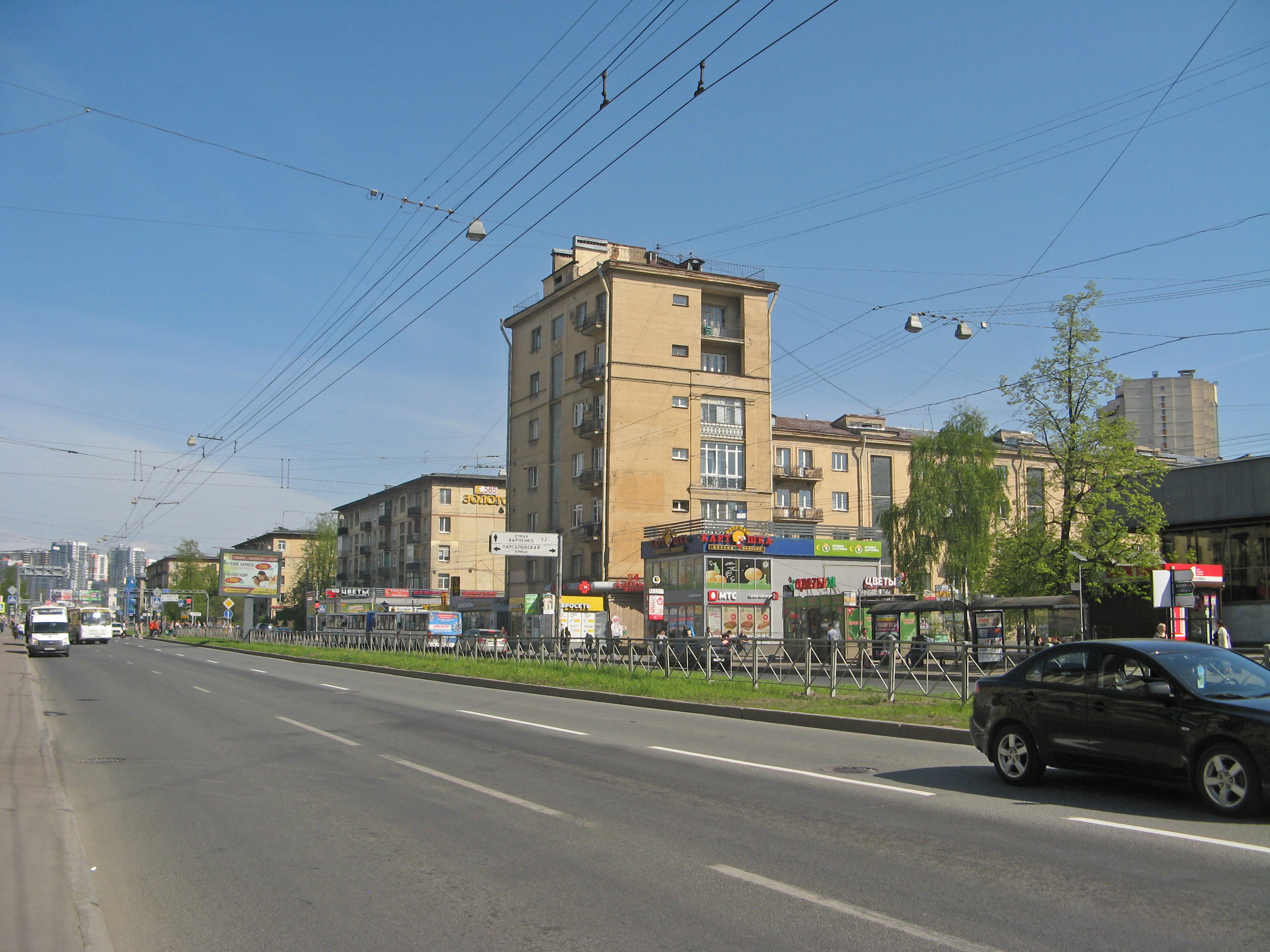
Кантемировская улица у станции метро «Лесная»

В начале 1980-х годов городские власти приняли план реконструкции территории между Лесным и Кондратьевским проспектами в Выборгском и Калининском районах Ленинграда и с выходом в Красногвардейский район. План был подробно изложен в постановлении городского правительства — Решении Исполнительного комитета Ленинградского городского совета народных депутатов от 15 марта 1982 г. № 126. Кантемировский мост был построен с целью обеспечения магистрального транспортного сообщения исторически центральных районов города — Петроградской стороны и через неё Васильевского острова с материковыми районами северного и восточного правобережья города и пригородами.
Кантемировский мост через реку Большая Невка расположен в створе Кантемировской улицы и проспекта Медиков. Раньше здесь не было мостового перехода. Необходимость строительства нового моста возникла из-за строительства внутренней транспортной магистрали в городе, которая начинается от улицы Циолковского, проходит по северному берегу Обводного канала с выходом на мост Александра Невского и далее по Заневскому проспекту на мост через реку Охту в створе проспекта Энергетиков, затем по Анникову проспекту выходит на Кантемировскую улицу, в створе которой расположен Кантемировский мост, а затем через Аптекарский остров на Петроградскую сторону в район Каменноостровского моста.
— Кантемировский мост. //Мосты Санкт-Петербурга. Комитет по развитию транспортной инфраструктуры Администрации Санкт-Петербурга. Официальный сайт
С целью создания единой мощной транспортной артерии проезжая часть Кантемировской улицы была расширена во второй половине 1980-х гг. в два раза за счет северных тротуаров от нынешней площади Академика Климова к востоку и продлена в восточном направлении до соединения с Анниковым проспектом — ныне в составе проспекта Маршала Блюхера, ведущим из Выборгского района к микрорайону Пискарёвка Калининского района и далее в Красногвардейский район к проспекту Энергетиков. Отходящая от проспекта Маршала Блюхера к северу Кушелевская дорога, продолжающаяся Гражданским проспектом, через Кантемировскую улицу связала с центром города практически кратчайшим путём густонаселенный спальный район Гражданки.
В ходе реконструкции по новопостроенной проезжей части северной стороны улицы было введено движение в западном направлении к Петроградскому району, тогда как до того по улице осуществлялось лишь одностороннее движение в восточном направлении; был сооружен разделитель направлений, реконструирован железнодорожный мост с пробивкой под ним второго проезда.
На перекрестке с Лесным проспектом был построен комплекс подземных переходов, сооружение выходов из которого на довольно узких тротуарах привело к сносу одноэтажного ризалита дома № 61 по проспекту, общей осадке корпуса № 1 этого дома с расселением жильцов угловой части в пределах микрорайона и сносу старинного доходного дома номер № 62 по проспекту, в результате чего перекресток утратил архитектурную завершённость. Жители дома были переселены в отдаленный Красногвардейский район, и с оживленного перекрестка исчезла находившаяся в доме единственная в микрорайоне аптека.

### Общественный транспорт
Получил развитие общественный транспорт. Автобусный маршрут № 33 получил возможность двустороннего движения.
В 1983 году троллейбусный маршрут номер 46 был продлен через Кантемировский мост до проспекта Карла Маркса от станции метро Петроградская, от которой он шёл через Петроградскую сторону по Большому проспекту Петроградской стороны на Васильевский остров до исторического района Гавань на западной окраине острова. В 1993 г. его закрыли, а по этой трассе пустили маршрут № 31 Архивная копия от 26 сентября 2020 на Wayback Machine, который ранее ходил с севера Выборгской стороны на Петроградскую сторону через Чёрную речку. В 1995 г. трассу маршрута № 31 сначала сократили до станции метро Петроградская, а затем продлили снова, но только до станции метро «Спортивная», без заезда на Васильевский остров через загруженный Тучков мост. Маршрут № 46 был впоследствии открыт в Кировском районе города.

## Объекты
- Выборгская набережная
- Кантемировский мост
- Ткацкий корпус предприятия «Николаевская бумагопрядильная мануфактура акционерного общества „Воронин, Лютш и Чешер“»[11]. В Советское время — Красный маяк (текстильное предприятие). Ныне одно из зданий Санкт-петербургского кампуса Национального исследовательского университета "Высшая школа экономики'[12]. Дом 3.
- Комплекс предприятий электротехнической[13] промышленности — по обеим сторонам улицы от Кантемировского моста до площади академика Климова.
- НИИ «Рубин» (дом № 5)
  - Проектный институт номер 5 (затем здание бизнес-центра «Акватория»[14]);
  - НИИ электротехнических устройств (НИИ ЭТУ)[15]
  - Санкт-Петербургское АО НПК «Северная заря» Архивная копия от 30 апреля 2020 на Wayback Machine — «ведущее в России научно-производственное предприятие по разработке, производству и испытанию слаботочных реле общепромышленного и специального применения»[16]. Дом 7[17].
  - НИИ «Вектор»[18]
  - АООТ «НПП „Радуга“»[19], бывшее одним из подразделений ЛНПО «Красная Заря» и выделившееся впоследствии в самостоятельную организацию.
- Площадь Академика Климова
  - Жилой дом со встроенными помещениями Архивная копия от 11 июля 2020 на Wayback Machine[20]. Большой Сампсониевский проспект, д. 76.
  - Жилой дом со встроенными помещениями Архивная копия от 9 августа 2018 на Wayback Machine[21]. Большой Сампсониевский проспект, д. 80.
- Здания, ранее занятые ОАО «Климов»[22]. Площадь Академика Климова. Съёмка с запада на восток. Справа бывшее административное здание завода имени Климова, слева общежитие Педиатрического университета

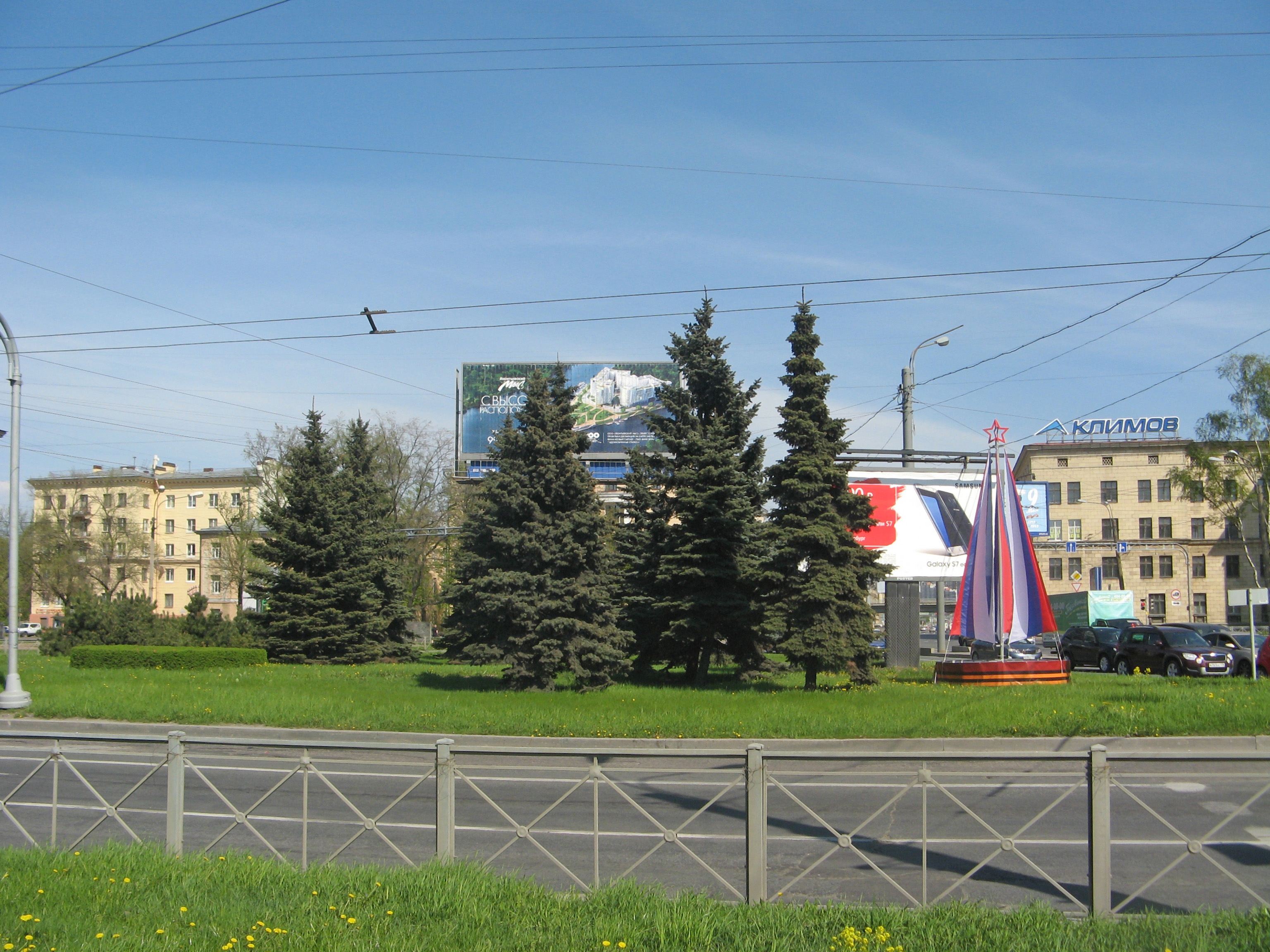
Площадь Академика Климова. Съёмка с запада на восток. Справа бывшее административное здание завода имени Климова, слева общежитие Педиатрического университета

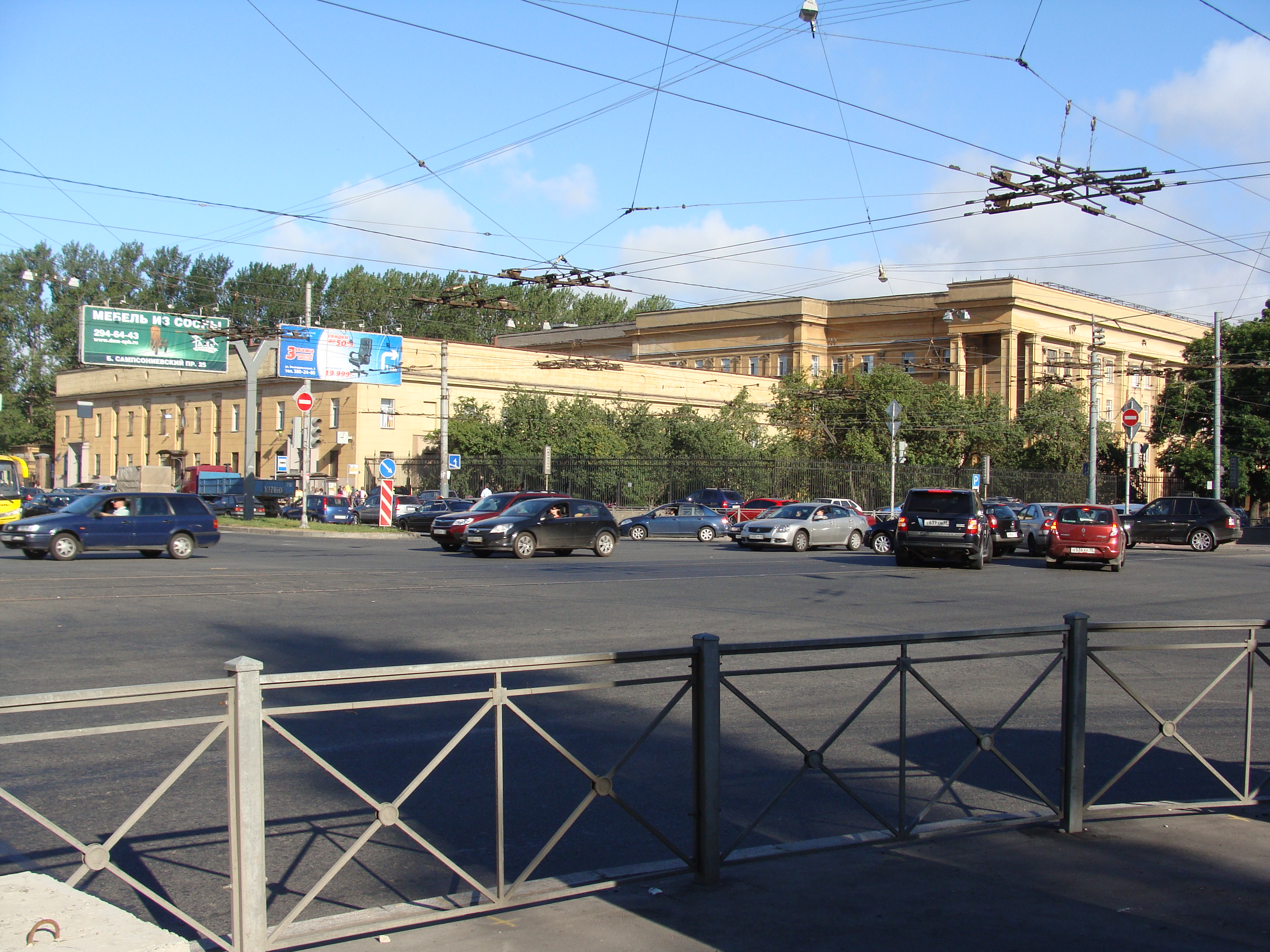
Фасадная часть здания КБСМ в 2010 г.

- Здания и территория, ранее занятые Конструкторским бюро специального машиностроения[23] . Фасадная часть здания КБСМ в 2010 г. Здания снесены в 2020 г. для новой деловой застройки:

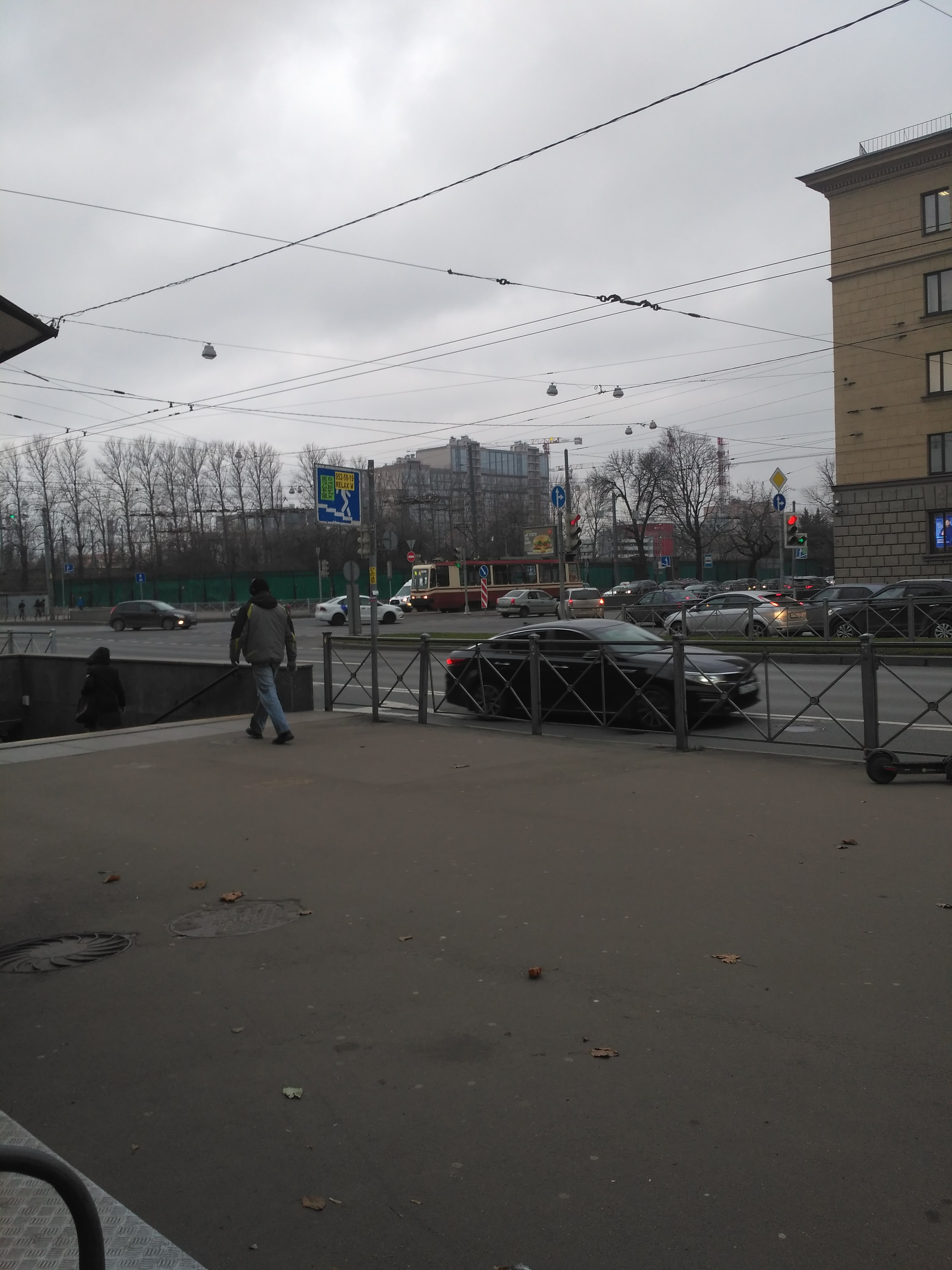
Вид на место снесенного здания КБСМ в ноябре 2020 г. (за трамваем). На заднем плане новый жилой комплекс «Георг Ландрин» на месте основанной в начале 20 века этим предпринимателем кондитерской фабрики, снесённой во второй половине 2010-х годов.

- Лесной проспект, дом № 60: Ближайшим к Кантемировской улице домом, расположенным по той же стороне Лесного проспекта, стал расположенный к Кантемировской брандмауэром дом № 60. Это здание было построено в 1900 году по проекту того же А. И. Ковшарова. Дом был надстроен, но его парадный фасад с богатым декором сохранился до наших дней.

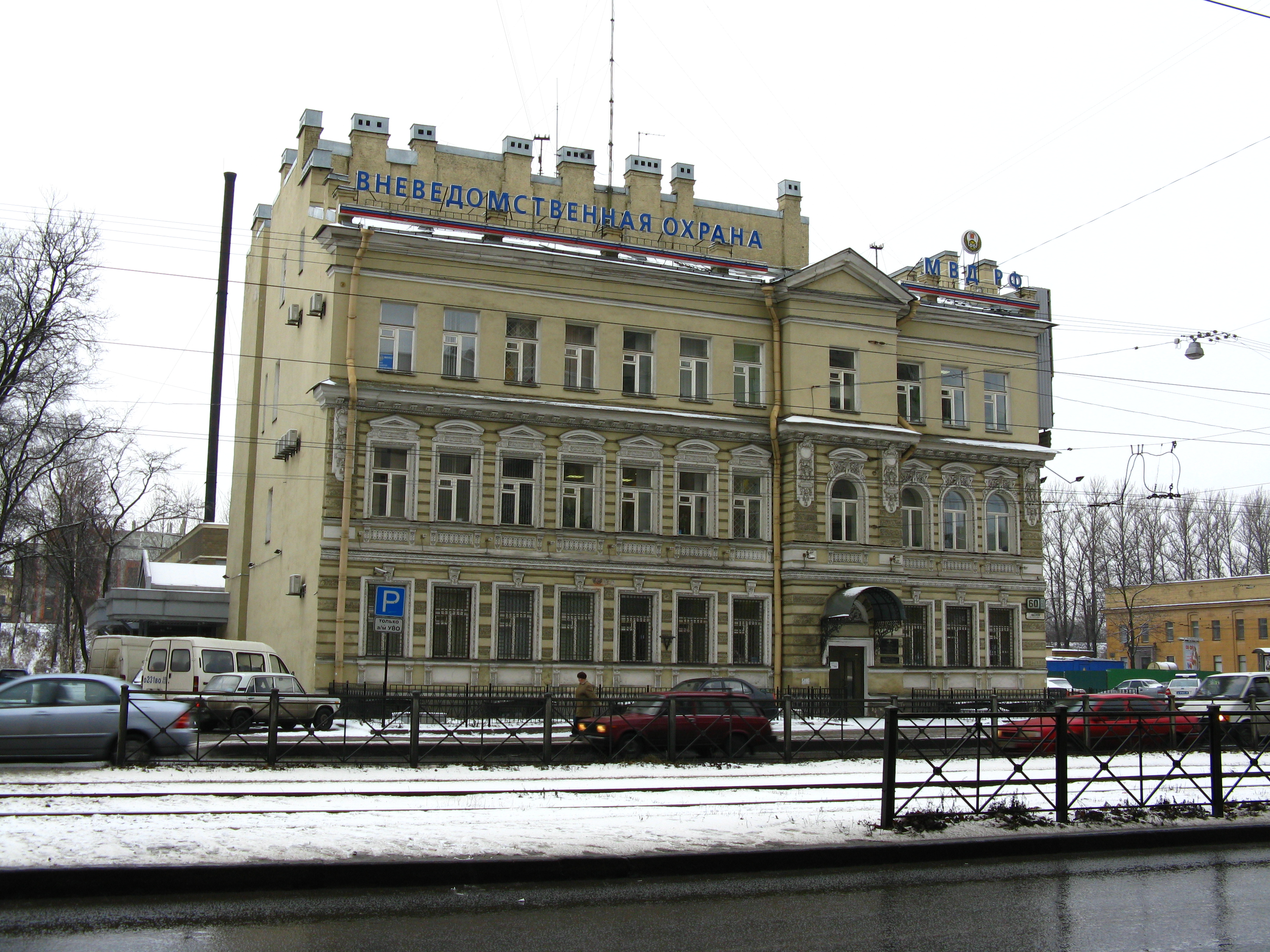
Лесной проспект, дом № 60

- Лесной проспект, дом № 62, Кантемировская улица, дом № 21 (утрачен). На углу с Лесным проспектом, в 1902 году архитектором А. И. Ковшаровым был построен доходный дом. Дом снесён в 1980-е годы из-за строительства при расширении улицы подземного перехода при узком тротуаре, и на его месте образовался пустырь, на котором в конце 2010-х годов построено двухэтажное административное здание, не введенное в эксплуатацию к лету 2020 г.
- Лесной проспект, дом № 61: «Дом специалистов» из трёх корпусов, занимающих северную половину квартала между Лесным проспектом, Парголовской улицей, Кантемировской улицей и улицей Александра Матросова. Архитекторы Г. А. Симонов, Т. Д. Каценеленбоген, Б. Р. Рубаненко, Л. К. Абрамов. Здание построено в 1934—1937 годах. На доме установлены мемориальные доски в память о живших там художнике Н. И. Альтмане (архитектор С. Однавалов, скульптор Н. Никитин), знаменитом радиотехнике, член-корреспонденте АН СССР М. А. Бонч-Бруевиче и химике В. Г. Хлопине. На этом же доме в память о войне была восстановлена блокадная надпись «Граждане! При артобстреле эта сторона улицы наиболее опасна».

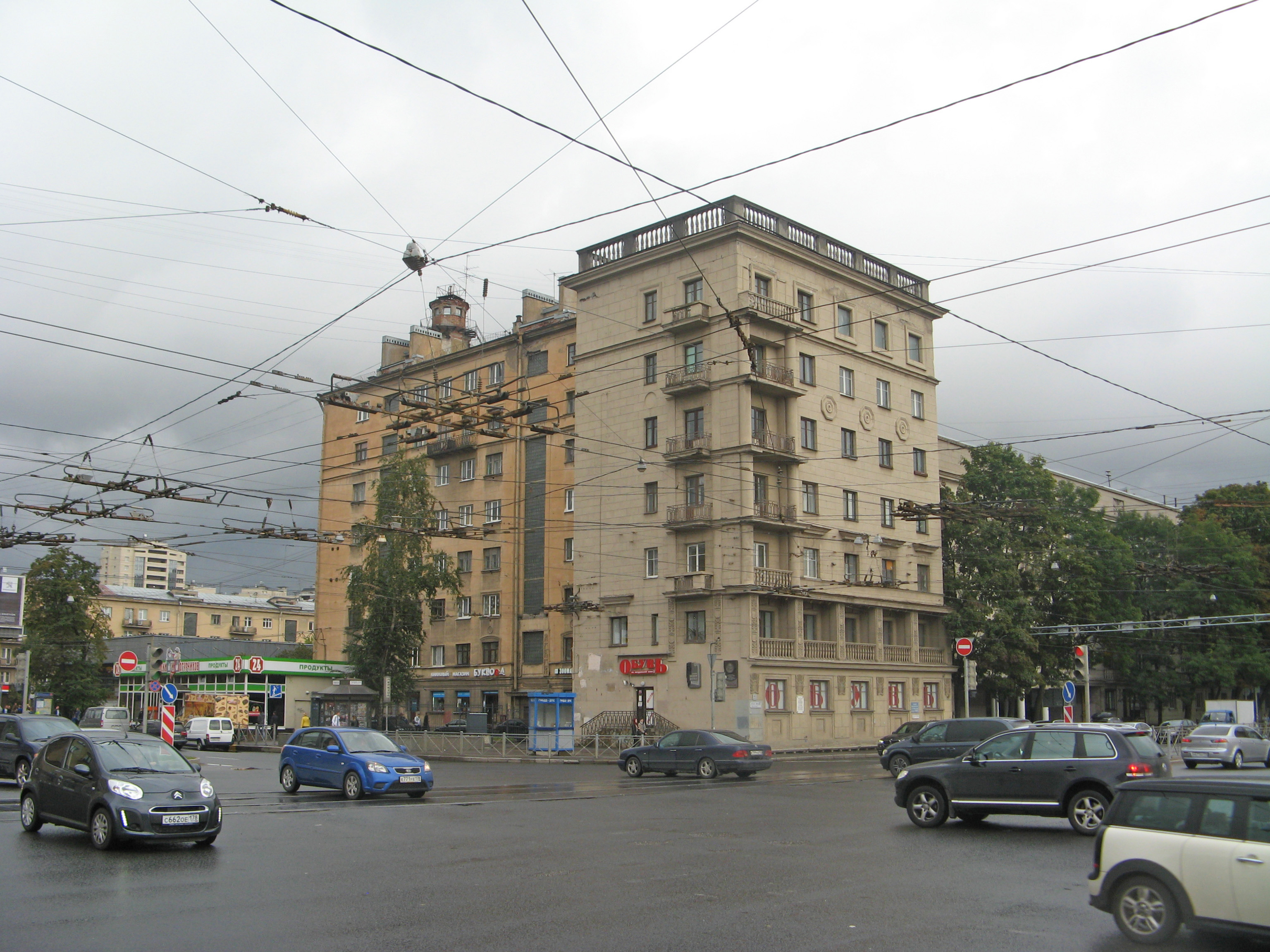
Лесной проспект, дом № 61 — Дом специалистов, корпус 1.

- станция метро «Лесная». Открыта 22 апреля 1975 года.

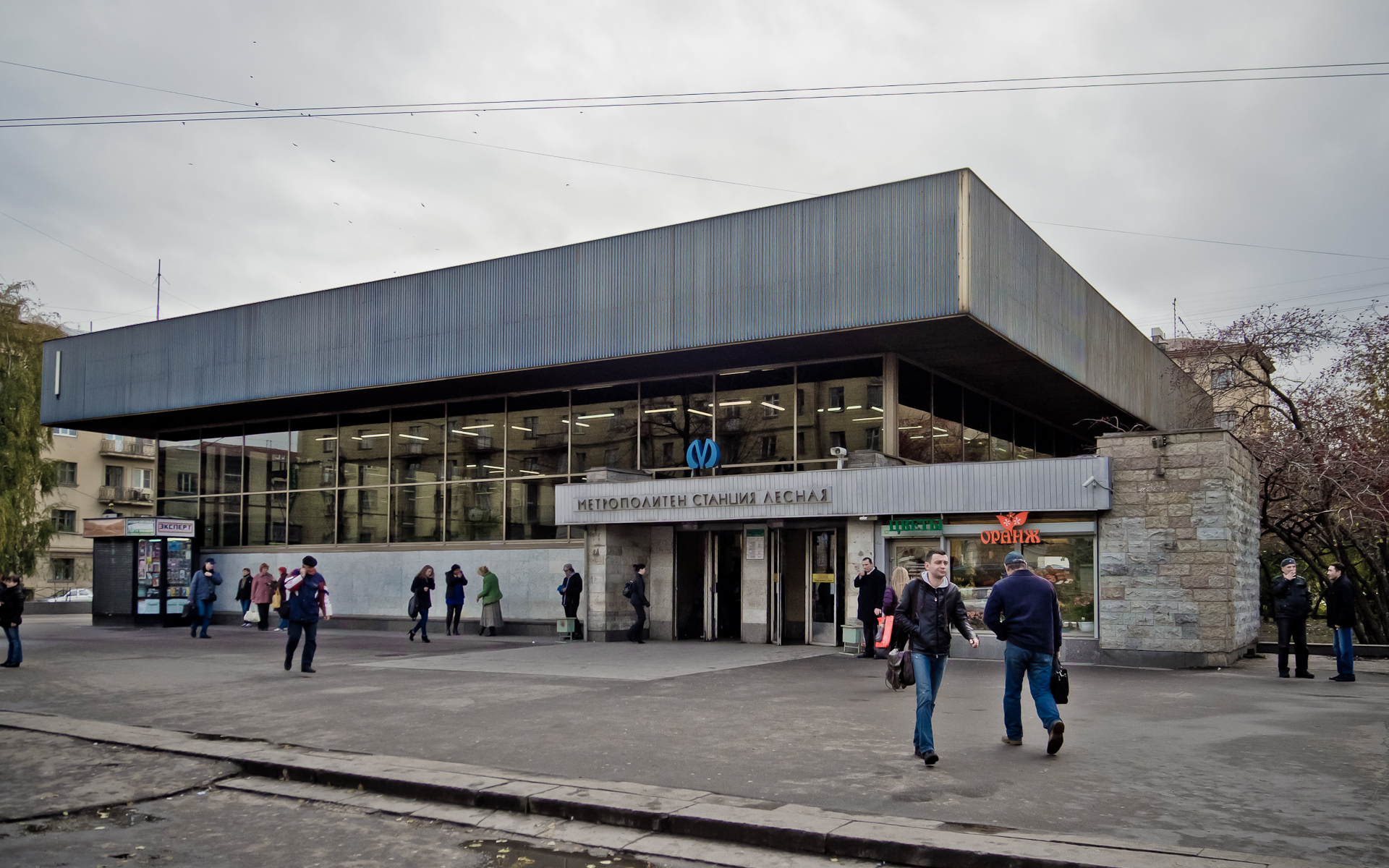
Станция метро «Лесная»

- Два квартала зданий студенческого городка[24] из общежитий[25][26] и зданий и помещений бытового и досугового назначений Санкт-петербургского государственного политехнического университета имени Петра Великого[27]. По одному корпусу общежитий у Педиатрического университета и бывшего Инженерно-экономического института, вошедшего в 2010 гг. в состав объединённого университета финансов и экономики. В части дома по Лесному проспекту, 63, у перекрестка со стороны Кантемировской улицы располагалась проектная часть Охтинского научно-производственного объединения (ОНПО) «Пластполимер», а после её закрытия в здании после ремонта открылся бизнес-центр «Лесной 63[28]».
- Жилой квартал[29] от Парголовской улицы до улицы Харченко, застроенный главным образом домами второй половины 1950-х годов от городского тстроительного треста номер 104 разработанной институтом «Ленпроект» первой серии панельных «хрущёвок» 1-506.
- Средняя школа[30] номер 104 имени Героя Советского Союза М. С. Харченко
- Полюстровский сад
- ТРК Европолис[31]
- ТК Мебель-Сити 2[32]
- Здание Ленинградского завода торгового оборудования

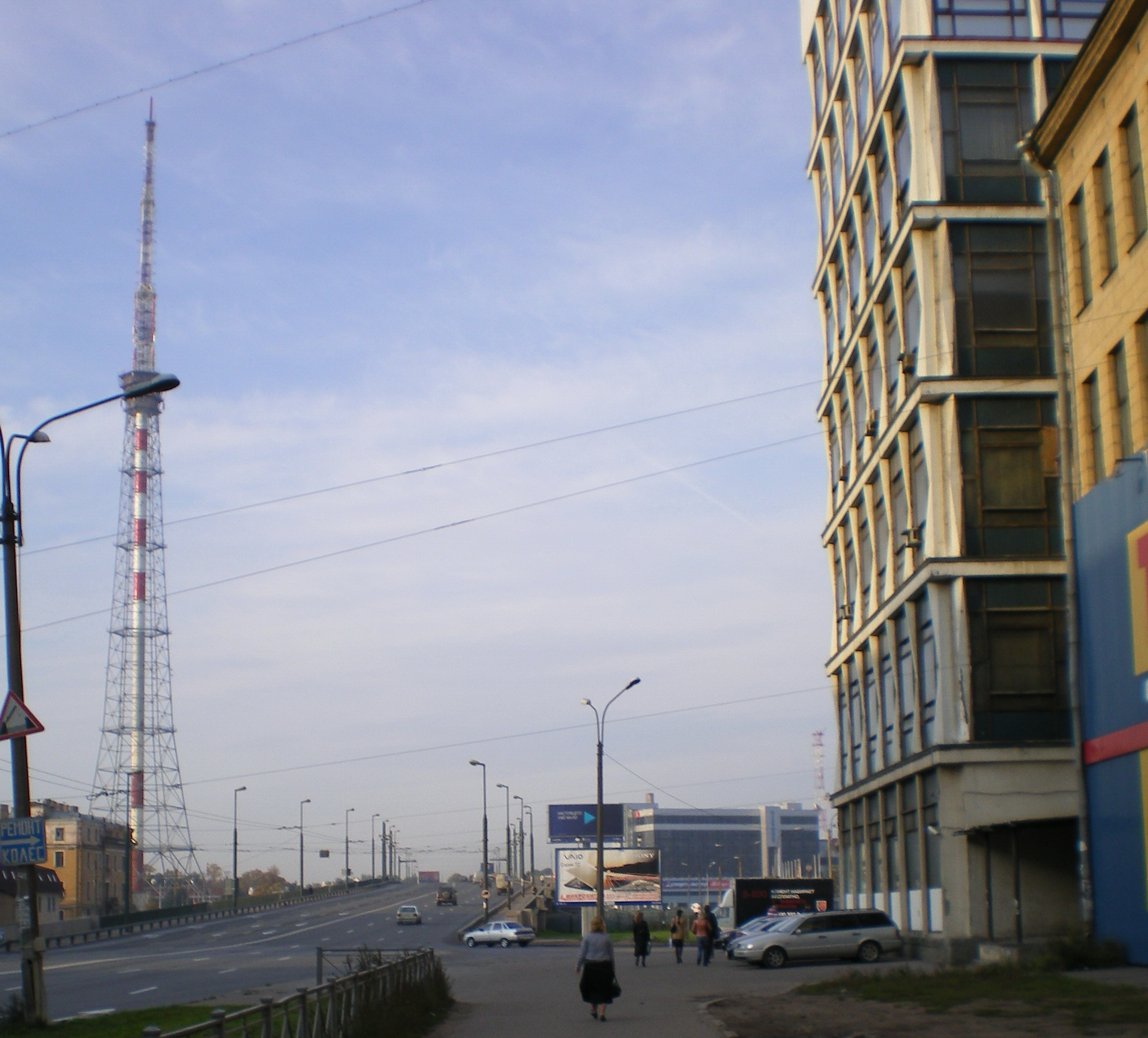
Кантемировский мост, вид в сторону телебашни
Кантемировский мост
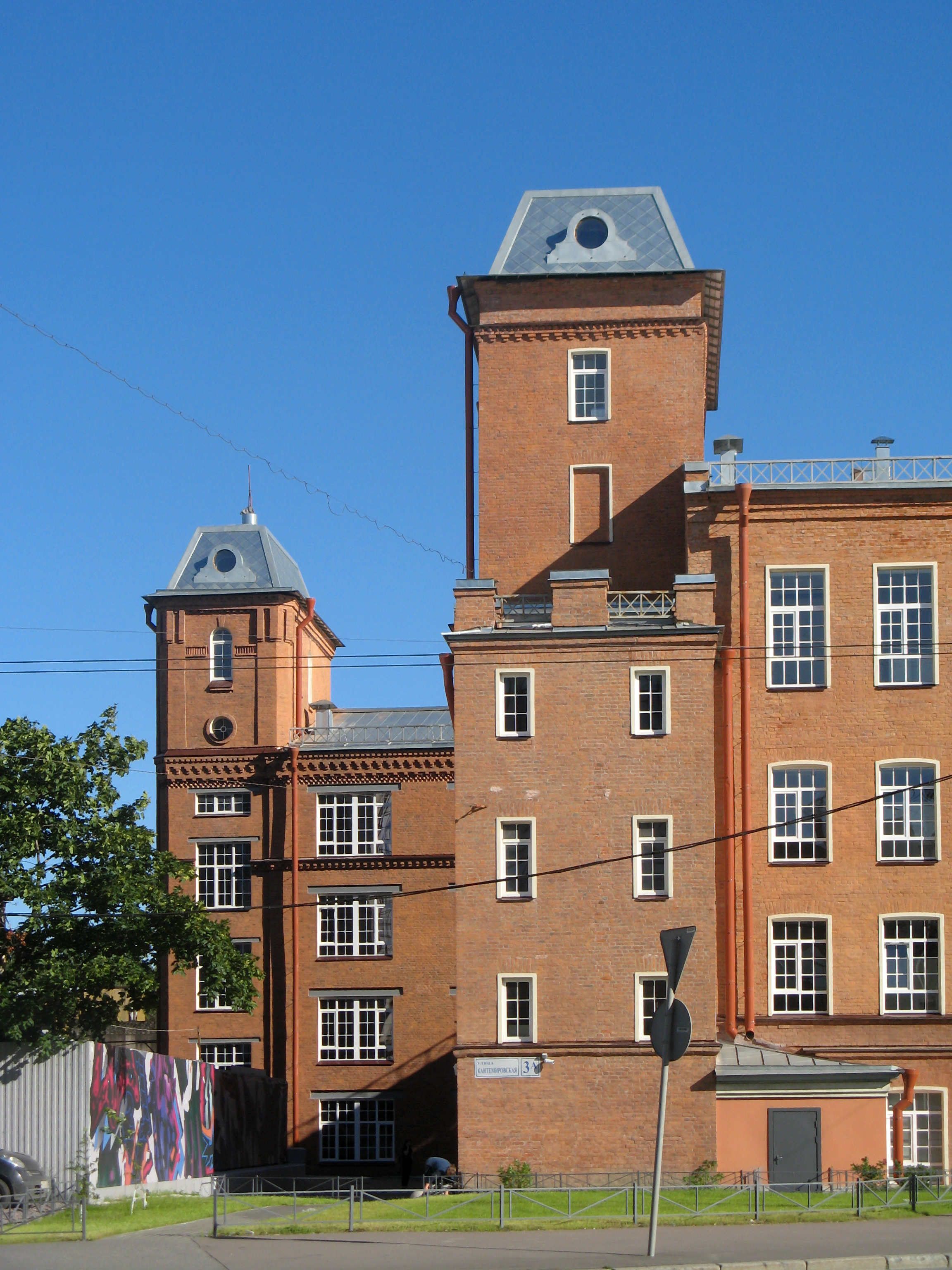
Дом 3 корпус 1
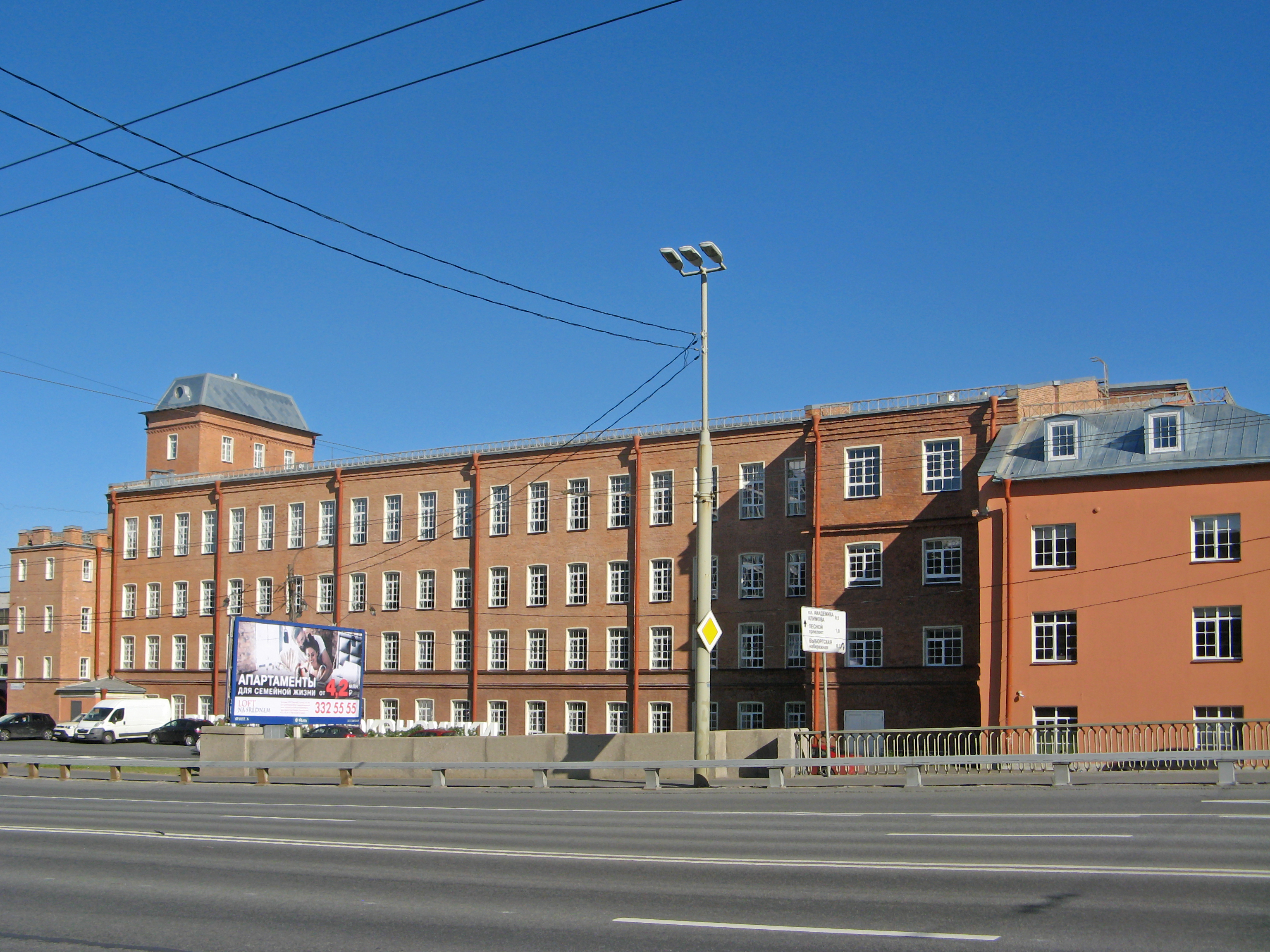
Дом 3 корпус 1
НИИ «Вектор»
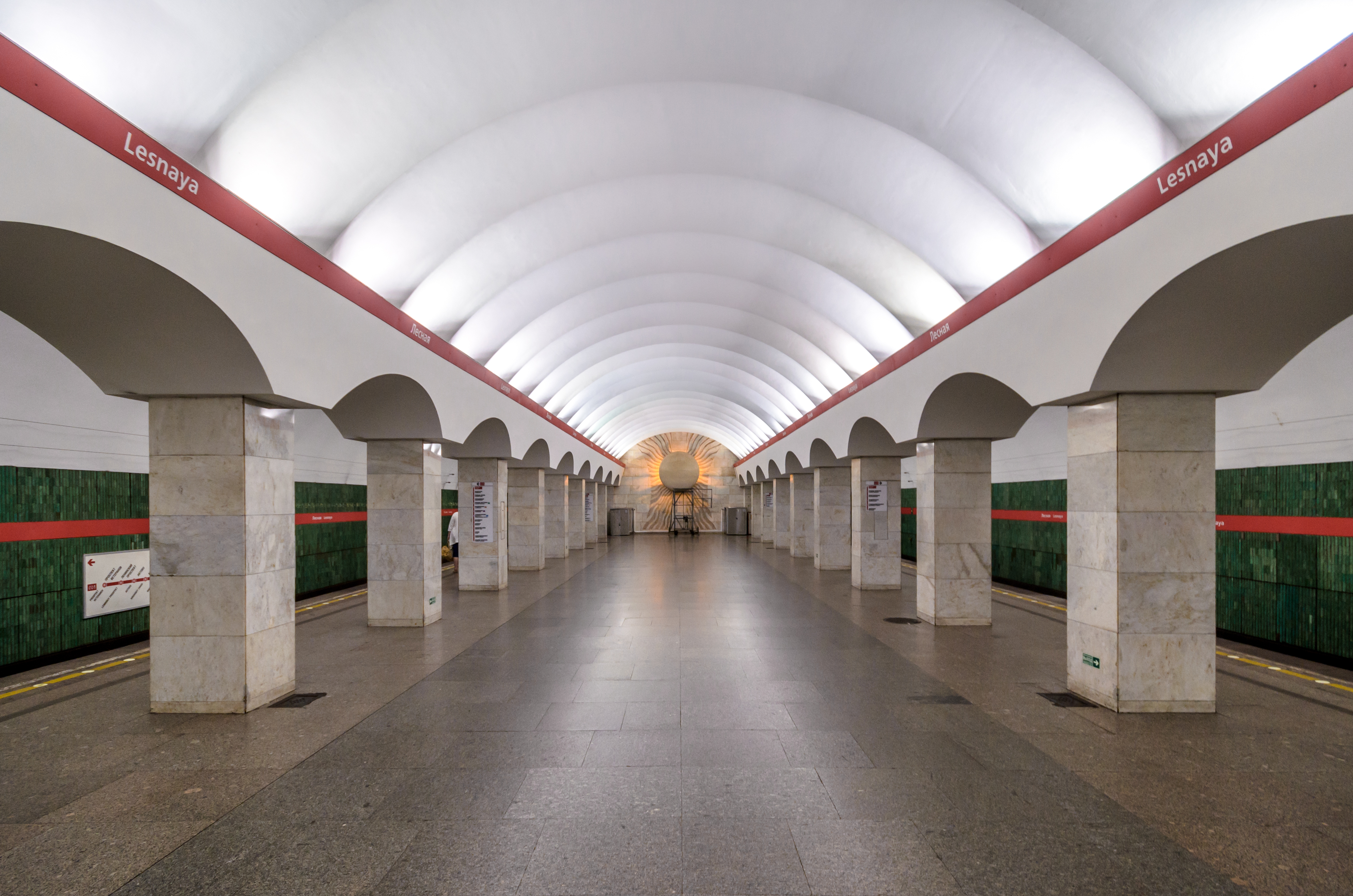
Платформа станции метро «Лесная»
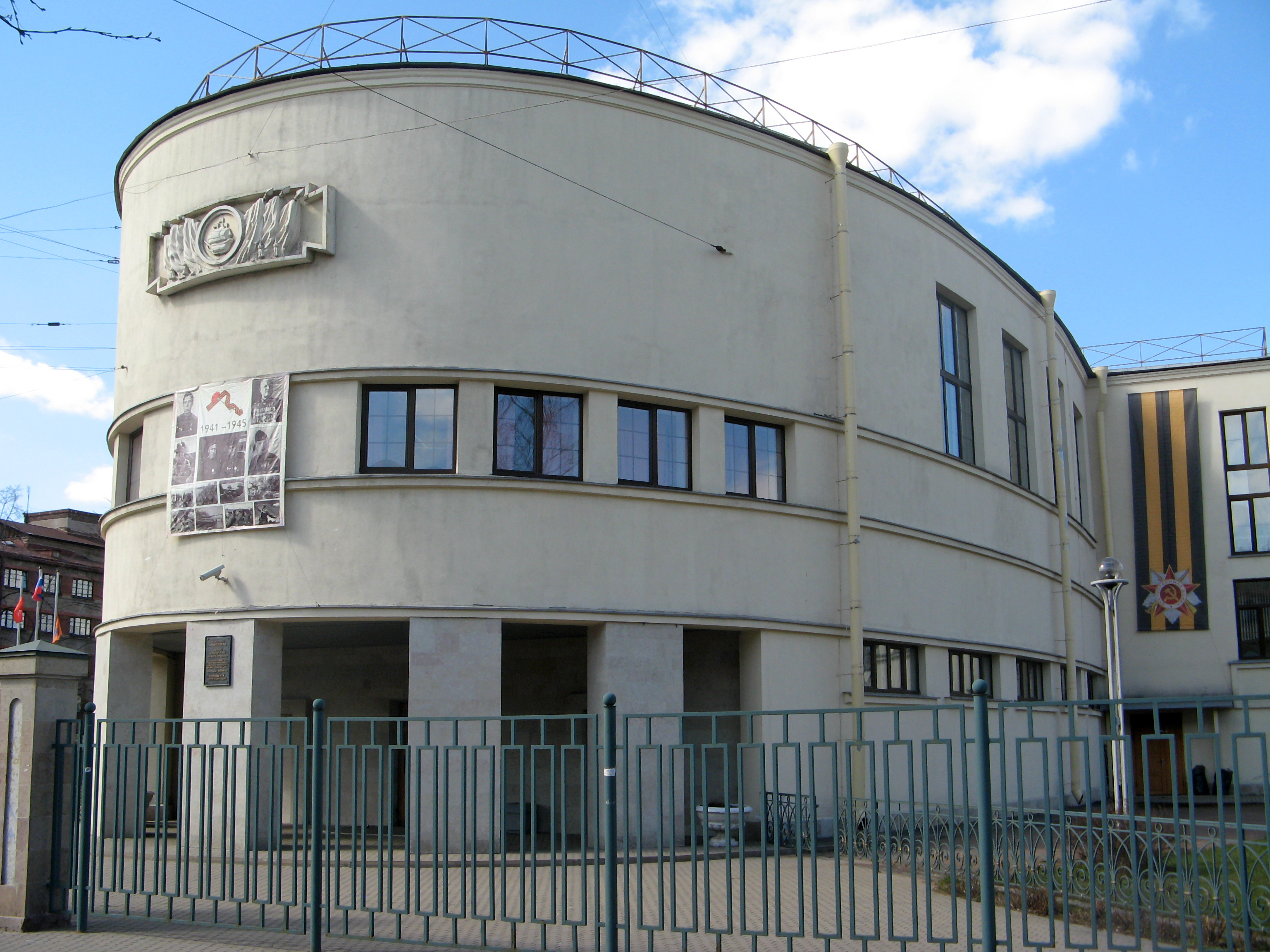
Школа 104
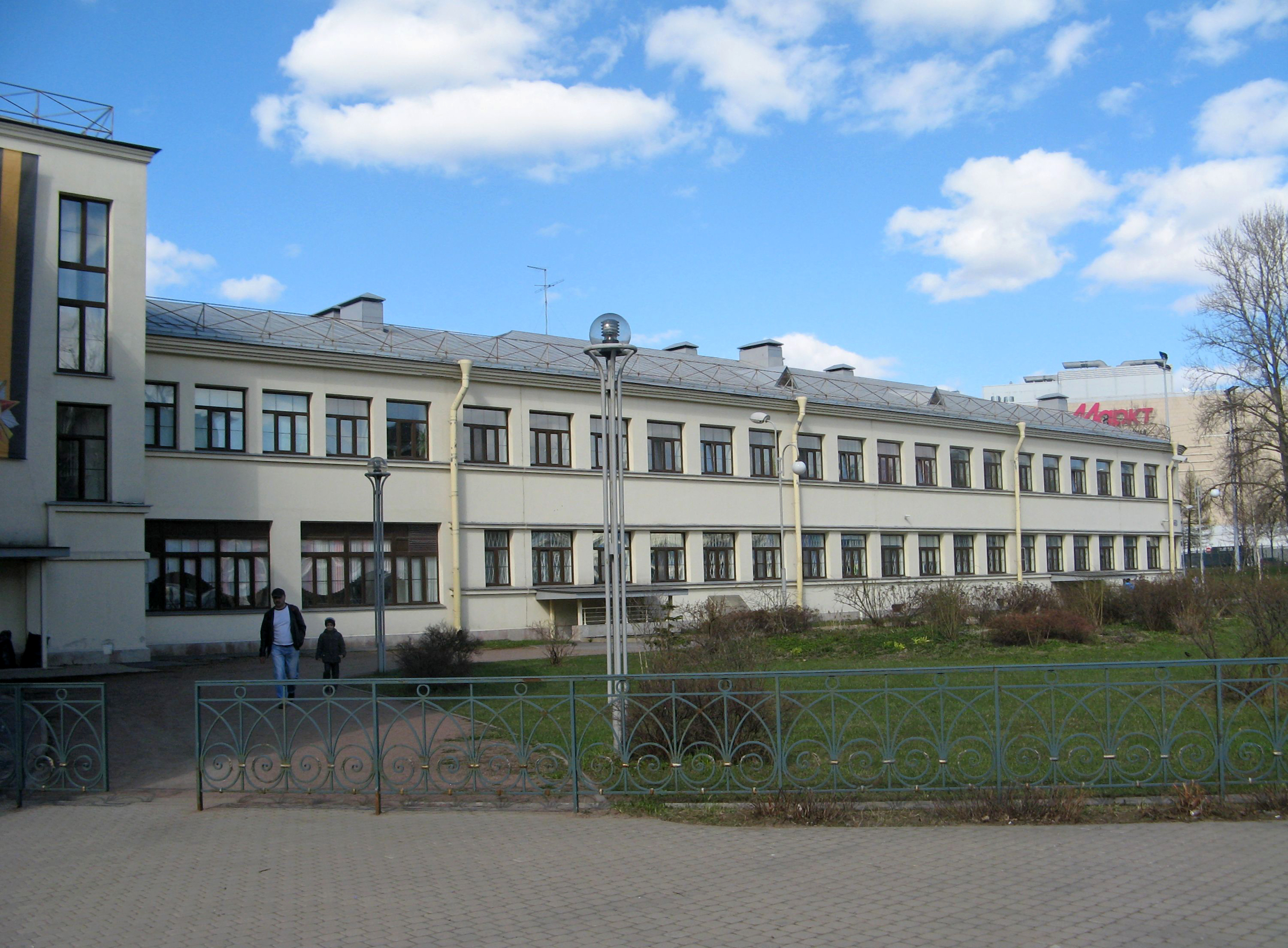
Крыло начальной школы, ранее музыкальная школа
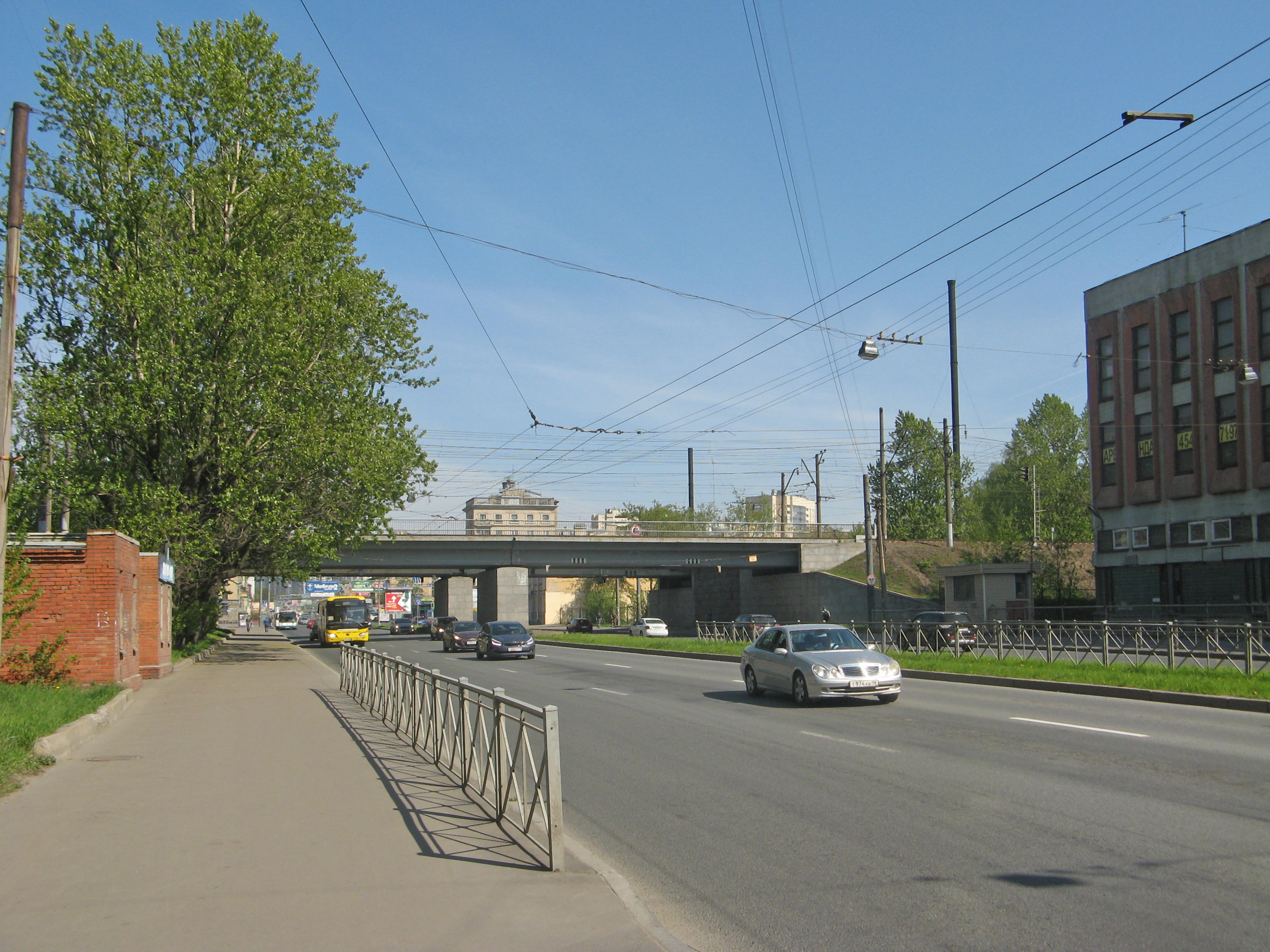
Кантемировская 2
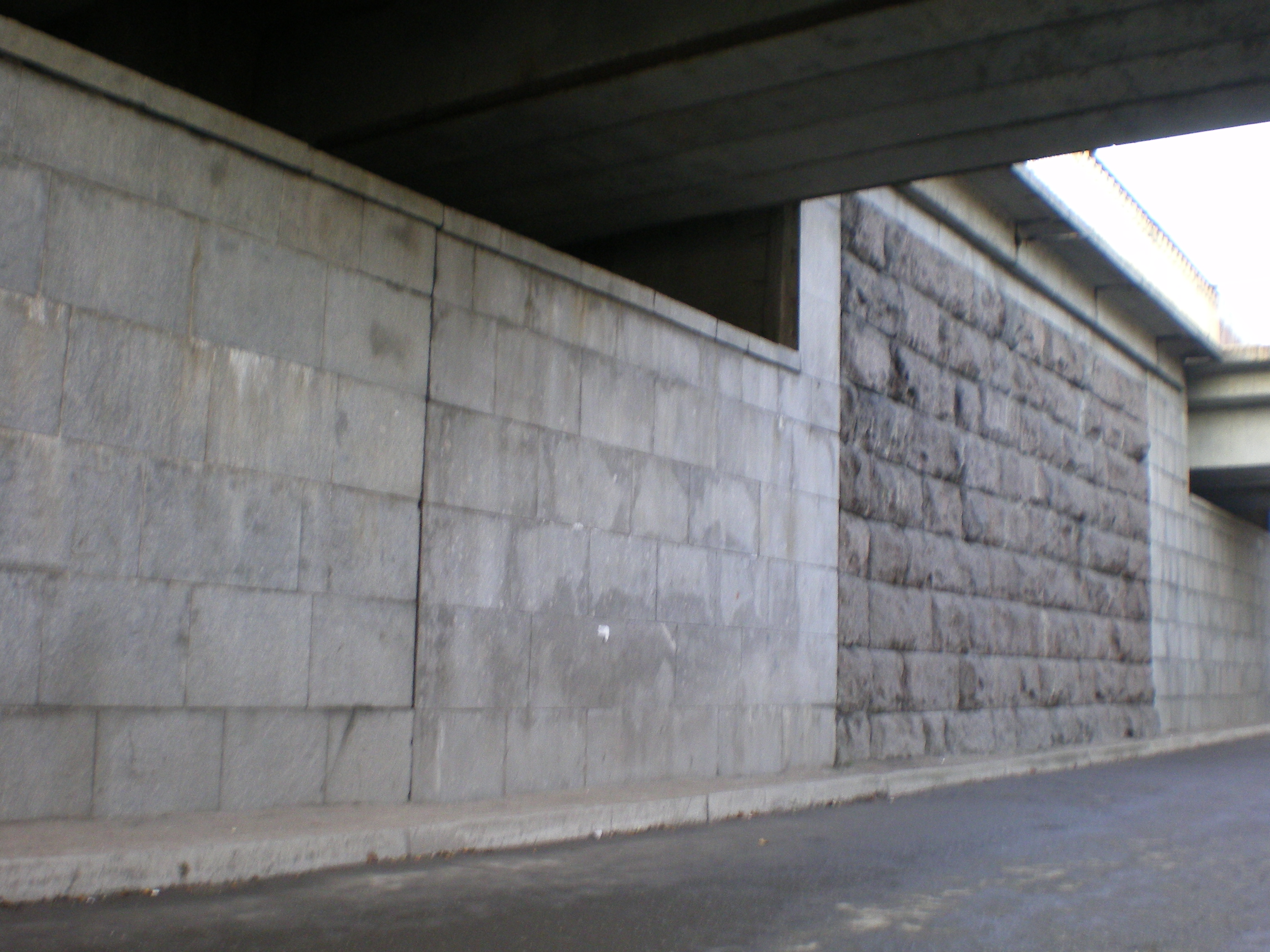
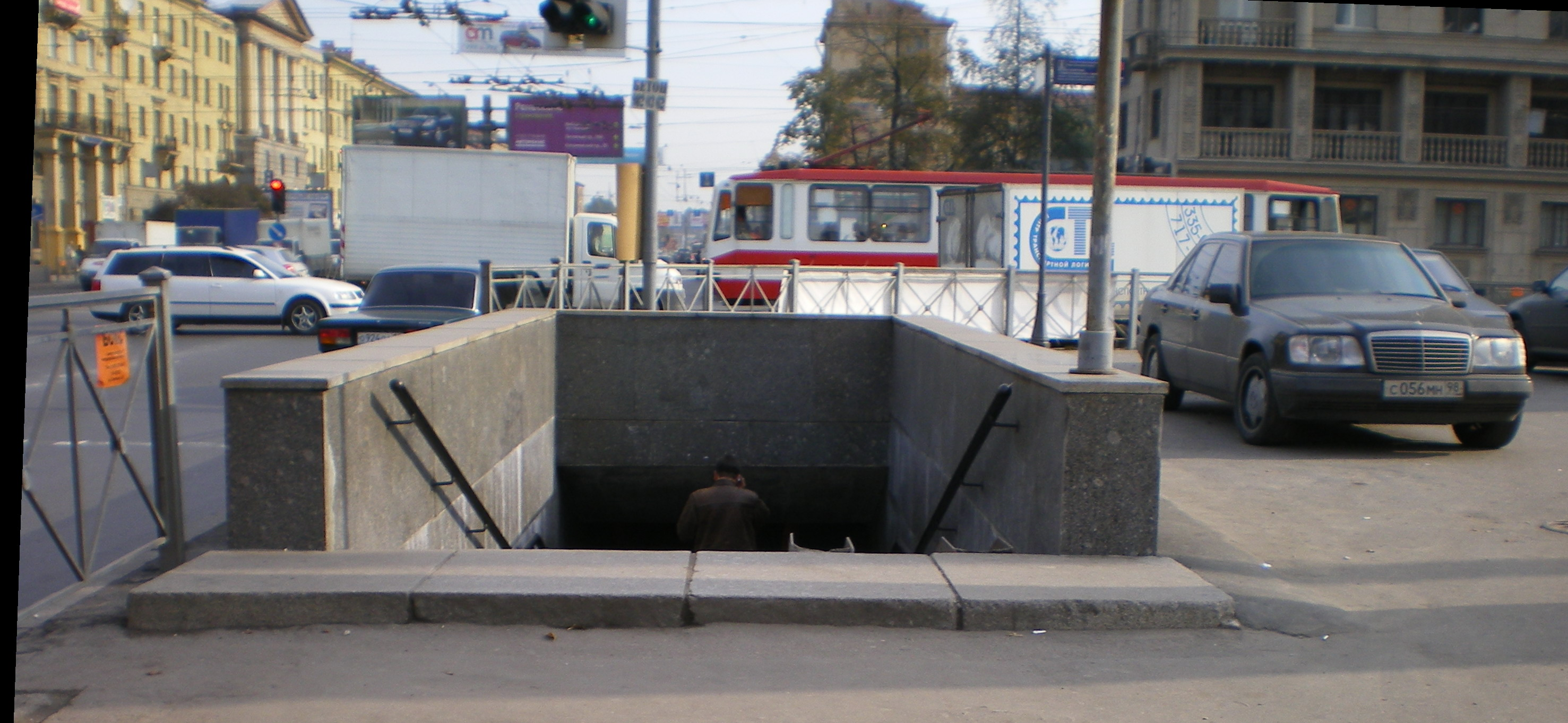
Подземный переход на углу Лесного проспекта и Кантемировской улицы
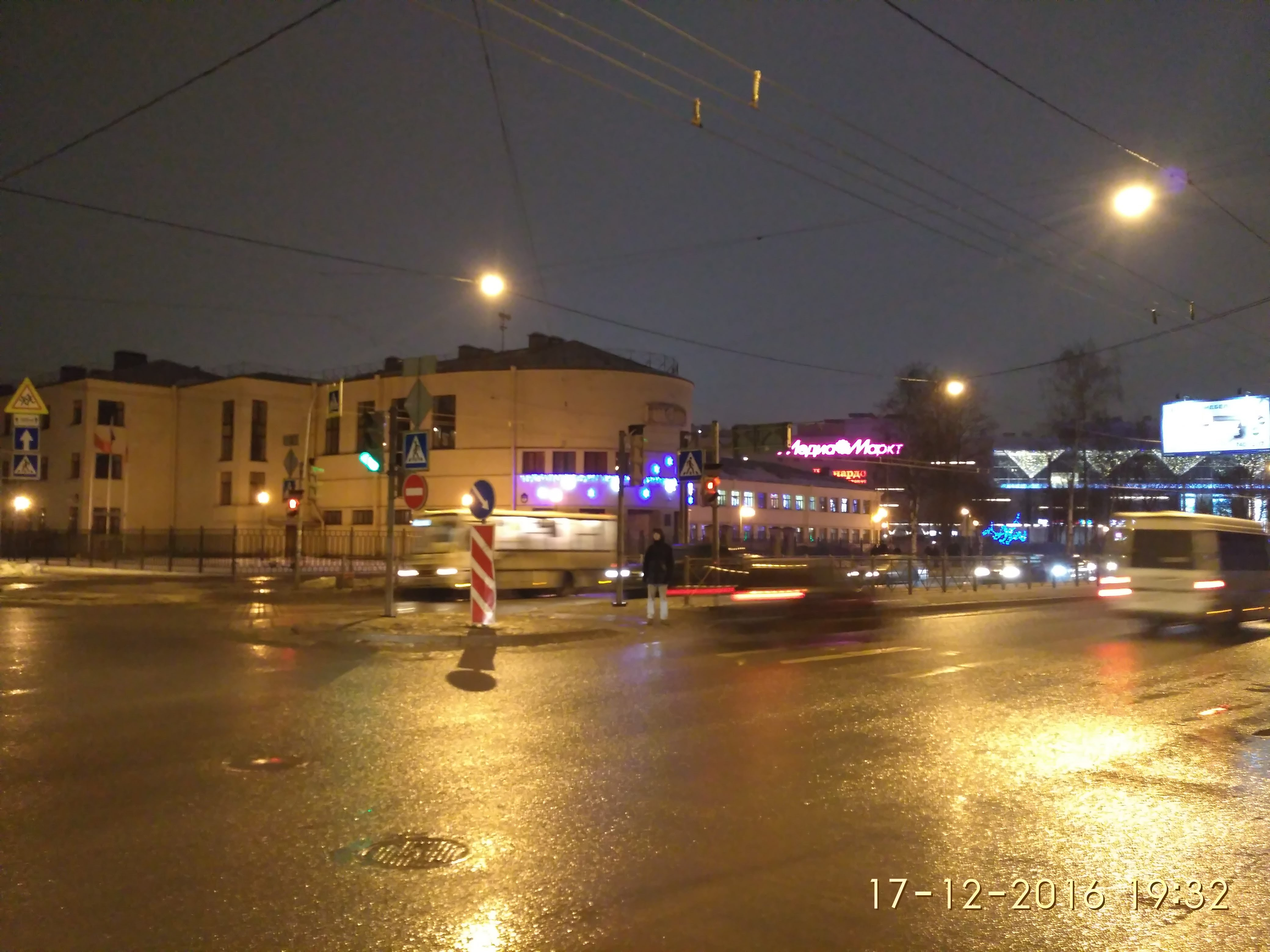
Средняя школа номер 104 имени М.С. Харченко на улице, названной в память героя
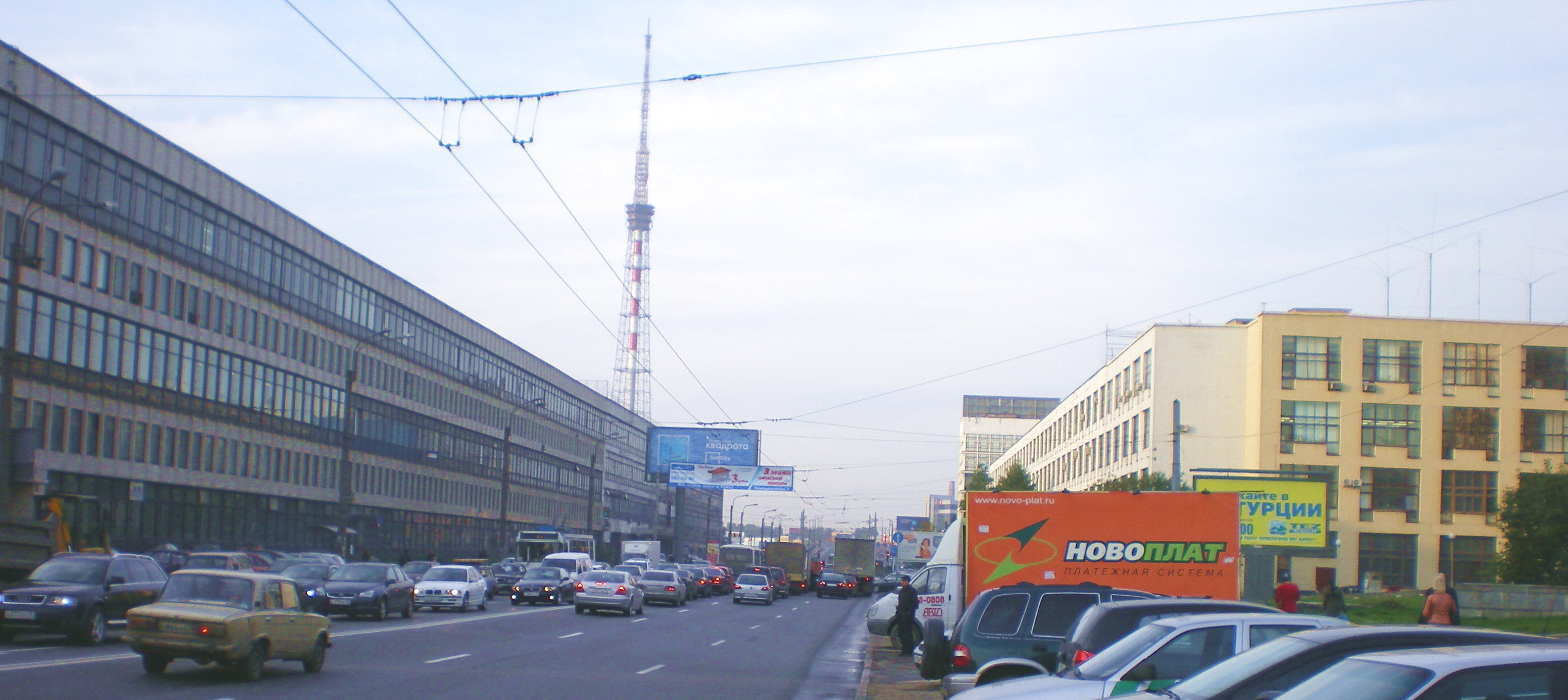
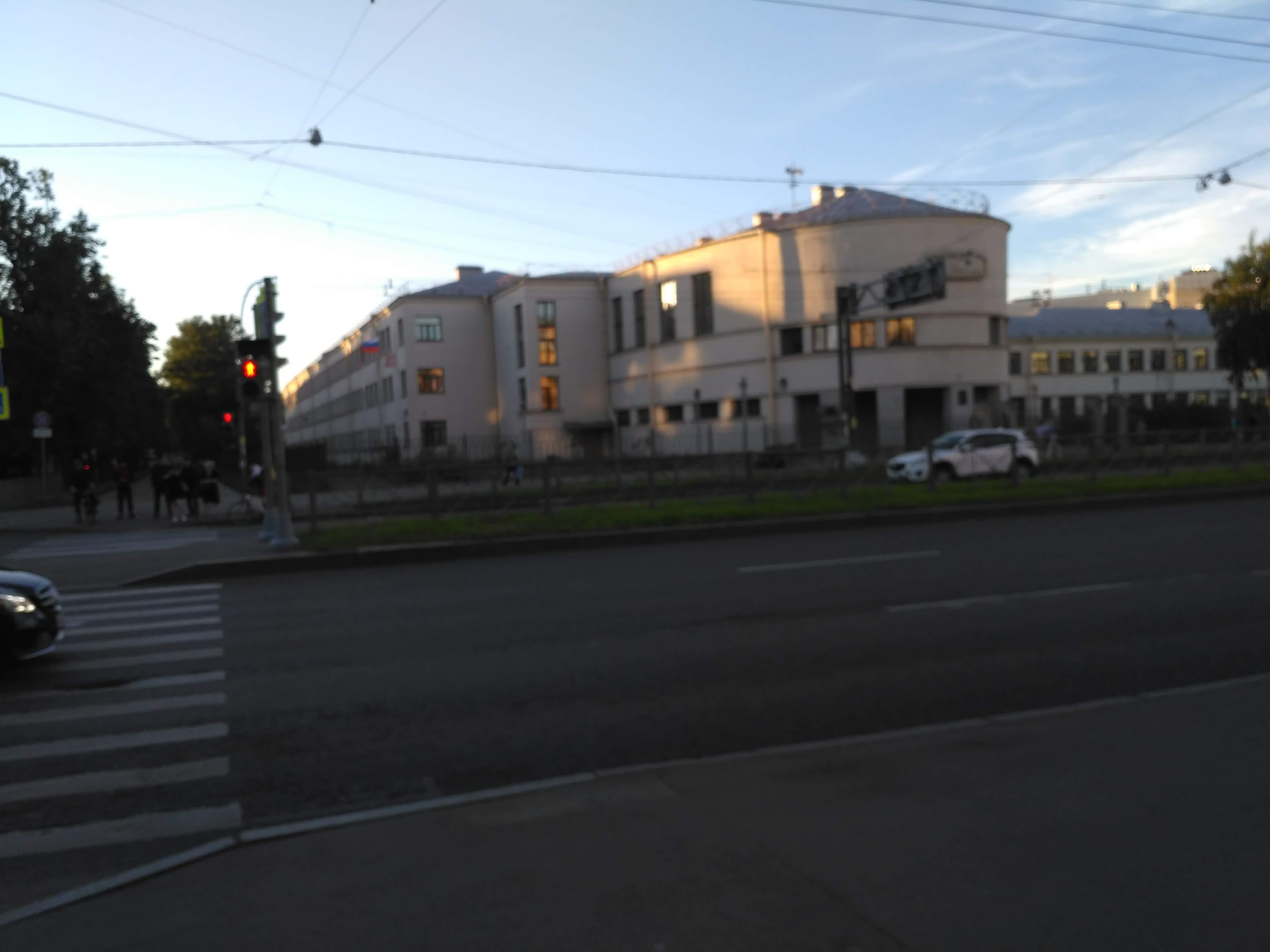
Главный вход в школу 104
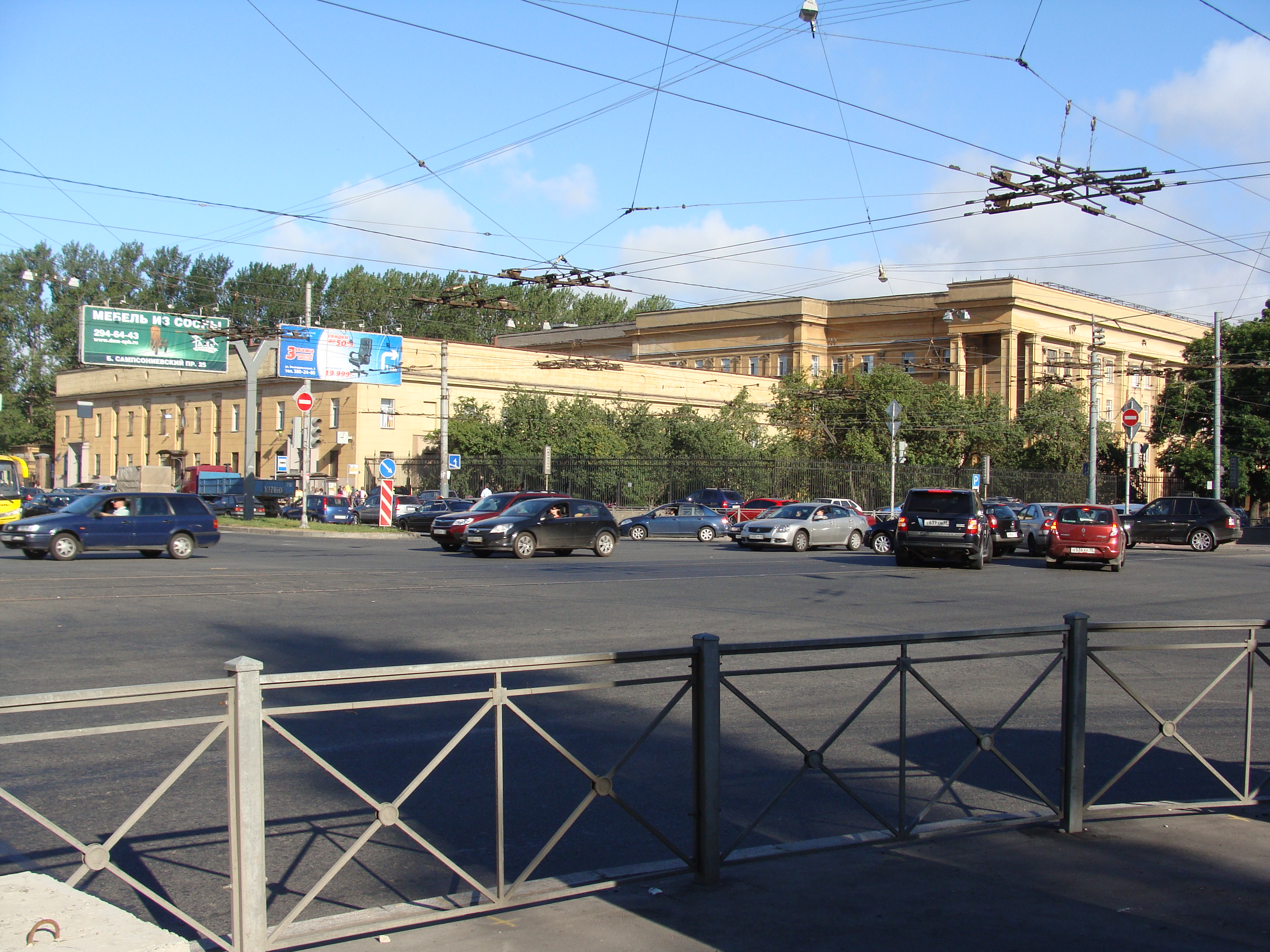
Лесной проспект, здание КБСМ

## Транспорт

### Метро
На улице находится станция метро «Лесная».
Планируемые станции метро проектируемой Кольцевой линии:
- «Лесная-2»
- «Кантемировская»

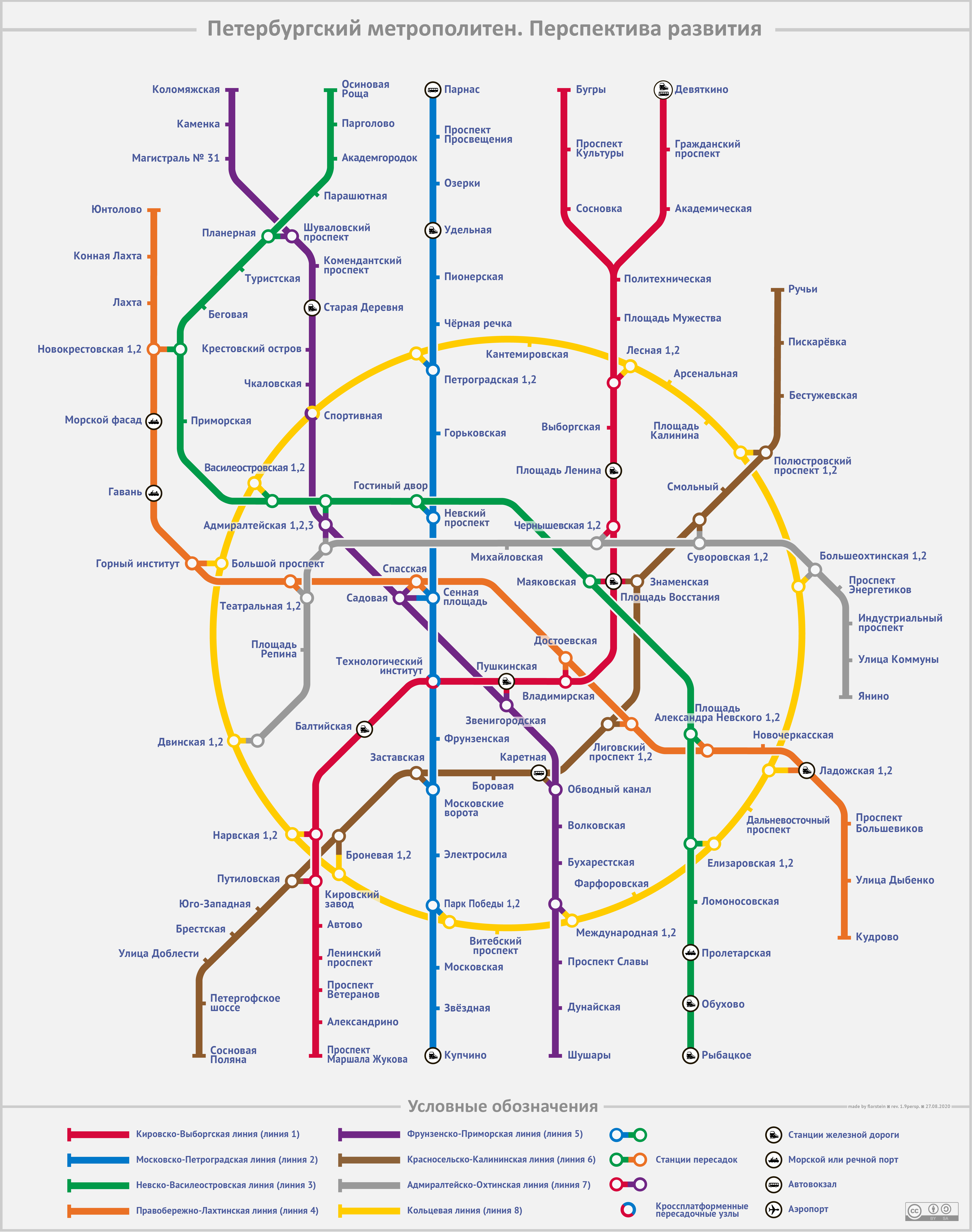
Схема развития Петербургского метрополитена с трассой Кольцевой линии со станциями Кантемировская и пересадочными Лесная и Лесная-2

Наземный общественный транспорт связывает улицу с ближайшими станциями метро.

### Наземный транспорт
Троллейбусы: 18, 31.
Автобусы: 33, 60, 137, 185, 237, 249, 267, 275.

## Пересечения
Кантемировская улица пересекает или граничит со следующими проспектами, улицами и переулками:
- Выборгская набережная
- Красногвардейский переулок
- площадь Академика Климова
- Большой Сампсониевский проспект
- Лесной проспект
- Парголовская улица
- улица Харченко
- улица Грибалёвой
- Полюстровский проспект

## Инженерные сооружения
- железнодорожный мост через улицу.
- Подземный пешеходный переход на перекрёстке с Лесным проспектом.